# Třída Sirio
Třída Sirio je třída oceánských hlídkových lodí italského námořnictva. Mezi hlavní úkoly plavidla patří hlídkování, kontrola znečištění a záchranné operace. Obě postavené jednotky jsou stále v aktivní službě.

## Stavba
Italský loďařský koncern Fincantieri ve své loděnici v Riva Trigoso v Janově postavil celkem dvě jednotky této třídy.
Jednotky třídy Sirio:
| Jméno          | Spuštěna na vodu  | Uvedena do služby | Poznámka |
| -------------- | ----------------- | ----------------- | -------- |
| Sirio (P 409)  | 11. května 2002   | 30. května 2003   | aktivní  |
| Orione (P 410) | 27. července 2002 | 1. srpna 2003     | aktivní  |

## Konstrukce

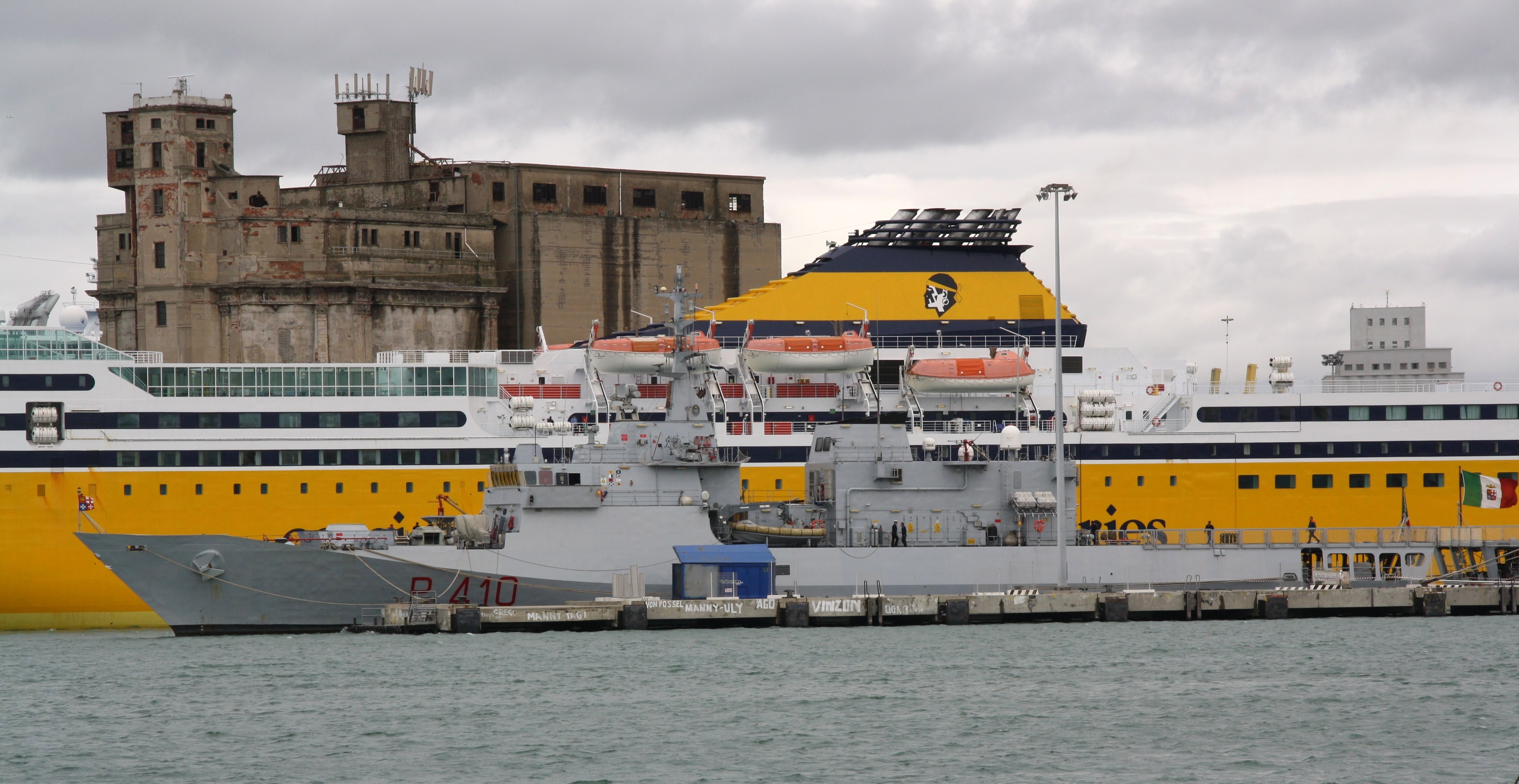
Orione (P 410)

Trup a nástavby plavidla byly postaveny ze slitin oceli. Hlavní výzbrojí je jeden 76mm kanón OTO Melara Super Rapid v příďové dělové věži, který doplňují dva 25mm kanóny OTO Melara. Na zádi je přistávací plocha a hangár pro jeden střední vrtulník typu AB212, nebo NH90. Pohonný systém tvoří dva diesely Wärtsilä W12 V 26XN, každý o výkonu 5793 hp, pohánějící dva lodní šrouby. Loď je vybavena třemi dieselgenerátory Isotta Fraschini 1708 T2 ME, každý o výkonu 805 hp. Nejvyšší rychlost lodí je 22+ uzlů. Dosah je 6000 námořních mil při ekonomické rychlosti 12 uzlů.